# Saint-Jean-de-Valériscle
Saint-Jean-de-Valériscle település Franciaországban, Gard megyében. Lakosainak száma 593 fő (2022. január 1.). Saint-Jean-de-Valériscle Les Mages, Molières-sur-Cèze, Robiac-Rochessadoule, Rousson és Saint-Florent-sur-Auzonnet községekkel határos.

## Népesség
A település népessége az elmúlt években az alábbi módon változott:
| Lakosok száma | 1282 | 742  | 672  | 716  | 697  | 684  | 669  | 626  | 605  | 593  |
|               | 1968 | 1982 | 1990 | 2006 | 2013 | 2015 | 2017 | 2019 | 2020 | 2022 |